# 산림동물원
산림동물원(山林動物園)은 산야에 서식하는 산림동물 중 멸종되었거나 멸종위기에 처한 동물의 유전자원 보존과 보호의 중요성을 알리기 위하여 1991년 개원한 동물원이며, 경기도 포천시 소흘읍 직동리 51-7 국립수목원 내에 위치하고 있다. 백두산 호랑이를 비롯하여 늑대, 반달가슴곰 등 8종이 있으며, 조류는 천연기념물인 독수리, 수리부엉이, 원앙 등 7종이 있고 총 15종의 동물을 사육 · 관리하고 있다. 관람객에 대한 개방은 동물들의 안정을 위해 번식기를 피하여 제한적으로 개방된다.